# Dieteria canescens
Dieteria canescens là một loài thực vật có hoa trong họ Cúc. Loài này được (Pursh) Nutt. mô tả khoa học đầu tiên năm 1840.